# Earl Lloyd
Earl Francis Lloyd (ur. 3 kwietnia 1928 w Alexandrii, zm. 26 lutego 2015 w Crossville) – amerykański koszykarz. Był pierwszym afroamerykańskim zawodnikiem, który zagrał w zawodowej lidze koszykówki – NBA. Prócz niego, w tym samym sezonie (1950/51) zadebiutowało też trzech innych czarnoskórych graczy – Chuck Cooper, Nathaniel Clifton oraz Hank DeZonie.

## Kariera sportowa
Poprowadził swój uniwersytet do dwóch zwycięstw w rozgrywkach Konferencji CIAA i turnieju mistrzowskiego (1948 i 1949). Jako senior, osiągnął średnią 14 punktów i 8 zbiórek na mecz, prowadząc Wirginię Zachodnią do drugiego miejsca w rozgrywkach Konferencji CIAA i turnieju mistrzowskiego. W sezonie 1947/48 ten uniwersytet był jedynym niepokonanym zespołem w całych Stanach.
W 1950 roku został wybrany w drafcie NBA w 9. rundzie z nr 107 przez Washington Capitols. 31 października zadebiutował w spotkaniu z Rochester Royals. 9 stycznia 1951 roku trafił do zespołu Syracuse Nationals poprzez tzw. dispersal draft. Był zmuszony opuścić rozgrywki 1951/52 z powodu obowiązkowej służby wojskowej.
W sezonie 1953/54 został liderem NBA w łącznej liczbie fauli. Rok później rozegrał najbardziej udanym, pod względem statystycznym, sezon w swojej całej karierze, notując 10,2 punktu, 7,7 zbiórki i 2,1 asysty. Nationals dotarli wtedy do finałów ligi, w których pokonali Fort Wayne Pistons 4-3.
Lloyd, wraz z kolegą z drużyny, Jimem Tuckerem zostali pierwszymi w historii Afroamerykanami, którzy zdobyli mistrzostwo NBA.
W 1958 roku trafił do Detroit Pistons, gdzie po dwóch sezonach zakończył karierę sportową. W latach 1971–73 był głównym trenerem Pistons, w 77 spotkaniach sezonu zasadniczego. Był także skautem zespołu przez pięć lat.

## Osiągnięcia

### College
- 2-krotnie zaliczany do składu All-American[7]
- Uznany Zawodnikiem Dekady lat 40. CIAA[7]
- Zaliczony do składów NAIA Silver and Golden Anniversary Teams[7]
- Został wybrany do Wirginia Sports Hall of Fame (1993)

### NBA
- Mistrz NBA (1955)[4]
- Wybrany do Koszykarskiej Galerii Sław (Naismith Memorial Basketball Hall Of Fame - 2003)[7]

## Kariera
Popularnie zwany Wielkim Kotem, Lloyd był jednym z pierwszych Afroamerykanów, którzy dołączyli do NBA w tym samym czasie. Zadebiutował w niej jeden dzień przed graczem Boston Celtics, Chuckiem Cooperem i cztery dni przed zawodnikiem New York Knicks, Nathanielem Cliftonem.
W barwach drużyny z Waszyngtonu zagrał tylko w 7 spotkaniach, zanim klub upadł (7 stycznia 1951). Następnie dołączył do armii amerykańskiej, do Fort Sill w Oklahomie. W 1952 roku dołączył do drużyny Syracuse Nationals, w której grał przez sześć sezonów, a następnie przez dwa lata był zawodnikiem Detroit Pistons.
Lloyd, kończąc karierę, został sklasyfikowany na 43. miejscu pod względem ilości zdobytych punktów (4 682). Jego najlepszym rokiem był 1955, gdy osiągnął średnią 10,2 punktu/mecz i 7,7 zbiórki/mecz. W tym sezonie zdobył wraz z Syracuse tytuł mistrza NBA po zwycięstwie nad Fort Wayne Pistons 4:3. Lloyd i Jim Tucker byli pierwszymi Afroamerykanami, którzy grali w mistrzowskim zespole NBA.
W 1965, generalny manager Detroit Pistons, Don Wattrick chciał zatrudnić Lloyda na stanowisku głównego trenera zespołu. Mogło to uczynić go pierwszym w historii amerykańskich sportów profesjonalnych Afroamerykaninem na pozycji głównego trenera klubu. Zamiast niego, stanowisko to objął jednak Dave DeBusschere. Lloyd był trenerem koszykarzy z Detroit w sezonie 1972/1973, przez 5 lat pełnił też funkcję skauta.

## Statystyki
Kariera w NBA:
- 560 spotkań
- 4 682 punkty (śr. 8,4/mecz)
- 3 609 zbiórek (śr. 6,4/mecz)
- 810 asyst

## Życie prywatne
Lloyd z żoną, Charlitą mieli trójkę synów i czwórkę wnuków. Były koszykarz mieszkał przed śmiercią w Fairfield Glade, Tennessee.

## Osiągnięcia
- 2003 – wprowadzony do Basketball Hall of Fame
- członek Złotego i Srebrnego rocznicowego teamu NAIA
- 1 grudnia 2007 – nowo utworzone boisko w T.C. Williams High School w Alexandrii, Wirginii zostało nazwane na jego cześć
- zdobywca tytułów „All-Conference” – 3x (lata 1948-50) oraz „All-America” - 2x (lata 1949-50)